# Amor de madre (cortometraje de 1999)
Amor de madre es un corto español, de los directores Koldo Serra y Gorka Vázquez, protagonizado por la actriz vasca Mariví Bilbao, famosa por su papel en Aquí no hay quien viva.

## Argumento
Bedelia (Mariví Bilbao) es una anciana asesina que mata a todos sus vecinos. Su hijo Jon (Jon Ariño) esconde los cadáveres por amor a su madre.

## Elenco
- Mariví Bilbao - Bedelia Merrick
- Jon Ariño - Jon Merrick
- Begoña Crego - Vera
- Loli Astoreka
- Lucía Corguera - Niña 1
- Nahia Larrinaga - Niña 2
- Irene Urturi - Niña 3
- Javier Monje - Niño 1
- Aurora Fernández - Muerta Tijeras
- Koldo Serra - Motorista
- Leviathán - Tarantula
- Lola Villar - Señora 1
- María Isabel Peñas - Señora 2
- Mari Ángeles Blanco - Señora 3
- Rosa Orueta - Señora 4
- Toñi Sainz de la Mata - Señora 5
- María Blazquez - Señora 6
- Iñaki Mintegi - Camillero 1
- Elías Fernández - Camillero 2